# Calixto García
Pour les articles homonymes, voir García.
Calixto García Íñiguez fut un général cubain, acteur des conflits ayant mené à l'indépendance de Cuba.

## Biographie
Calixto García Íñiguez est né à Holguín, le 4 août 1839. Autodidacte, il ne suit aucune formation universitaire supérieure. La majeure partie de son érudition personnelle fut notamment acquise lors de ses années d'exil en Espagne (1874-1878 et 1880-1885), où il étudia surtout l'art de la guerre, du fait de sa potentielle utilité pour les luttes indépendantistes en cours à Cuba contre le pouvoir colonial espagnol.

## Guerre des Dix Ans
Calixto García se joint à la guerre des Dix Ans, soulèvement qui commence dans la région de Holguín dans les premiers mois de 1869. Pour continuer le mouvement lancé par les généraux Thomas Jordan, Máximo Gómez et Modesto Díaz (en), et devant l'impossibilité d'étendre les actions de Vicente García González (retranché dans le camp de Las Tunas) dans cette zone, la présence d'un officier d'envergure était en effet devenue nécessaire, et García remplit ce rôle. Il soumet alors les différentes troupes mambises, jusque-là dispersées, à une discipline de fer, ce qui lui permet de maintenir en échec les troupes espagnoles dans les régions autour des villes de Holguín, Banes, Gibara, Mayarí, étendant par la suite son autorité jusqu'à Moa, alors que Maceo mène à bien sa campagne de Guantánamo. Une de ses principales tâches est de protéger les débarquements des bateaux chargés d'armes et de patriotes, lesquels ne sont malheureusement ni assez nombreux ni correctement coordonnés.
En 1874, alors qu'il tente de couper court aux pourparlers de paix qu'ont entamés les représentants espagnols avec plusieurs chefs cubains des régions de Manzanillo et de Bayamo, discussions qui n'ont pas été autorisées par le Gouvernement de la République cubaine en armes, le major général Calixto García est surpris avec une petite troupe le 5 septembre 1874 par une colonne ennemie à San Antonio de Baja. Dans un combat inégal, et devant la possibilité d'être fait prisonnier, il préfère lutter jusqu'à la dernière cartouche, appliquant le principe du « tiro de la vianda », avant de se suicider. Se tirant une balle de revolver dans le palais, il se rate toutefois et est fait prisonnier par les Espagnols, grièvement blessé. Conduit tout d'abord à Veguitas, où les médecins espagnols lui sauvent la vie, il est emmené ensuite à Manzanillo, puis plus tard à Santiago de Cuba, et à La Havane.
Peu de jours après sa capture, les autorités espagnoles, qui exercent déjà une surveillance très rapprochée sur sa mère Lucía Íñiguez, l'informent que son fils a été fait prisonnier. Apprenant la nouvelle, elle aurait répondu : « Ce n'est pas mon fils !» (« ¡Ese no es mi hijo! ») Mais quand on lui apprend que le prisonnier a tenté de se suicider avant de se faire prendre, alors elle aurait répondu, tremblante mais convaincue : « Ah… C'est bien mon fils ! » (« ¡Ah... ese sí es mi hijo! »).
Après une courte convalescence, il est envoyé en Espagne comme prisonnier politique, où il reste en exil jusqu'en 1878. Il retrouve la liberté à la suite de l'amnistie décrétée par le général espagnol Arsenio Martínez Campos pour les combattants de la guerre (pacte de Zanjón). Il se rend alors aux États-Unis, y retrouvant l'émigration patriote.

## Petite Guerre
À la suite de la protestation de Baraguá, menée par Antonio Maceo dans le but de mettre à bas les termes du pacte de Zanjón et de continuer la lutte jusqu'à l'indépendance, Calixto García s'avéra être le plus à même de prendre la tête du nouveau mouvement indépendantiste, notamment de par son engagement et ses compétences. Il accepta cette fonction, et s'attela à la tâche avec une grande ardeur. Il rassemble de nouvelles troupes, rallie les grands chefs mambises qui lui assurent appui et soutien.
Sous sa présidence, le Comité révolutionnaire cubain de New York publie en octobre 1878 un manifeste posant les bases et l'organisation que cette nouvelle étape vers l'indépendance, qui sera par la suite connue sous le nom de « Petite Guerre », du fait de sa courte durée. Il organisa donc le mouvement conspirateur parmi l'émigration et à Cuba. Il fait un voyage en Amérique latine et y réalise un énorme travail d'unification des oppositions, créant des clubs secrets et usant de pseudonymes pour ses combattants de la clandestinité, le sien étant Simón Suárez.
Les 25 et 26 août 1879, la Petite Guerre éclate sous son instigation, avec le soutien et l'aide active de personnalités importantes comme José Maceo, Guillermón Moncada, Quintín Banderas ou Limbano Sánchez. Ne pouvant pas se rendre à Cuba, il ressent néanmoins ce qui cause rapidement l'essoufflement de l'insurrection : défaut de commandement dans l'est de l'île, corruption, désinformation et espionnage en profondeur de l'ennemi. Les principaux chefs sont pris et déportés, tandis que d'autres continuent à résister, espérant l'arrivée de García appuyé d'une forte troupe.
La lutte ne se déroula pas vraiment sous les meilleurs auspices. Ainsi, sur l'envoi de 82 révolutionnaires prévu le 26 mars 1880, seule une grosse vingtaine réussit à quitter le New Jersey. Une escale à la Jamaïque fut l'occasion d'égarer encore quelques hommes. Finalement, ce sont dix-neuf hommes qui débarquent à Aserradero, le 7 mai 1880. Minés par la fatigue et la faim, ils tentèrent d'entrer en contact avec leurs compatriotes, mais échouèrent. Ils furent poursuivis et harcelés, certains furent faits prisonniers et d'autres tombèrent au combat, mais d'autres ne se rendirent pas, continuèrent la lutte jusqu'au 4 août 1880, lorsqu'ils reçurent de la part des autorités espagnoles les garanties nécessaires à leur reddition. Le pouvoir espagnol leur laissa la vie sauve mais les déporta en Espagne.

## Guerre d'indépendance cubaine

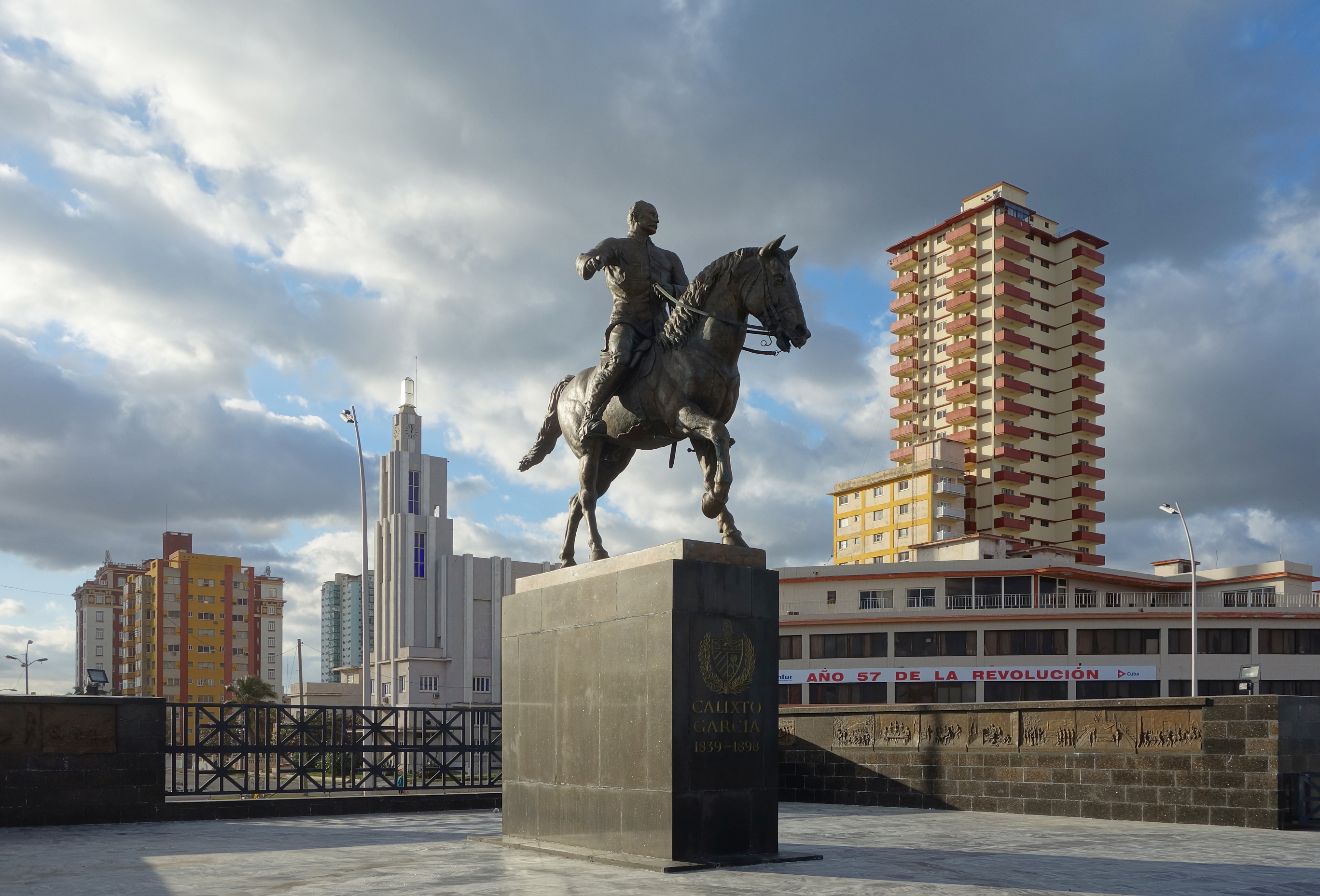
Mémorial Calixto García à La Havane

Calixto García passe alors cinq années en métropole, et après un séjour aux États-Unis, il se rallie à la Guerre Nécessaire, comme l'appelait José Martí. Après plusieurs tentatives infructueuses, il débarque sur l'île en mars 1896, alors qu'il se trouve encore souffrant d'une infection pulmonaire. Néanmoins, il opère un important travail d’organisation et de stratégie avec les forces indépendantistes des départements de l'est de l'île, notamment à Holguín et à Santiago de Cuba. En parvenant à maintenir un lien étroit entre Cuba et les envois d'armes et de matériels, il parvint à donner à ses troupes un niveau d'équipement supérieur à toutes celles de l'Ejército Libertador, dont les hommes devaient pour la plupart se contenter de vivre sur les prises à l'ennemi. À titre de reconnaissance des services rendus, il est nommé par Máximo Gómez, à la suite de la mort d'Antonio Maceo et avec l'accord du Gouvernement de la république de Cuba en armes, Lieutenant-général de l'Ejército Libertador. En 1897, il dirige les campagnes offensives contre les villes et villages des provinces orientales, et après avoir pris quelques canons à l'ennemi, il fut le premier général mambise à utiliser l'artillerie lors du siège de la ville d'Holguín.
Lorsque les États-Unis commencèrent à prendre part au conflit en 1898, bien qu'ayant d'abord exprimé son désaccord quant à confier le commandement des opérations aux Américains, Calixto García accepte la décision du gouvernement cubain en armes et soumet ses forces à la direction des généraux Shafter et Lawton. Devant l'incompétence manifeste de Shafter pour les opérations terrestres, qui se révéla désastreuse dans les montagnes au-dessus de Santiago de Cuba, le commandement effectif fut assuré par le général Lawton, qui sut bien mieux tirer parti des qualités de guérilleros des mambises. Ainsi, les troupes cubaines sauvèrent plus d'une fois la mise aux troupes américaines débarquées, mieux équipées mais inexpérimentées, et trouvant face à elles un ennemi aguerri, qui connaissait bien le terrain et commandé par des officiers de valeur.
Après la défaite navale de l'amiral espagnol Cervera dans les eaux de Santiago de Cuba et la chute de la ville après un siège de plusieurs semaines par les mambises, le général Shafter demanda à son état-major que ses troupes interdisent l'entrée de la ville aux troupes de Calixto García. Ce dernier écrivit une lettre de protestation, pleine de dignité et de patriotisme, dans laquelle il dément que les troupes mambises allaient s'adonner à des exactions sur les Espagnols qui s'étaient rendus. Cette lettre, ainsi que son attitude digne et patriote devant les évidentes intentions de domination de l'île par les troupes américaines, le firent figurer parmi les personnalités à même de contrarier les desseins impérialistes de New York sur Cuba.

## Disparition

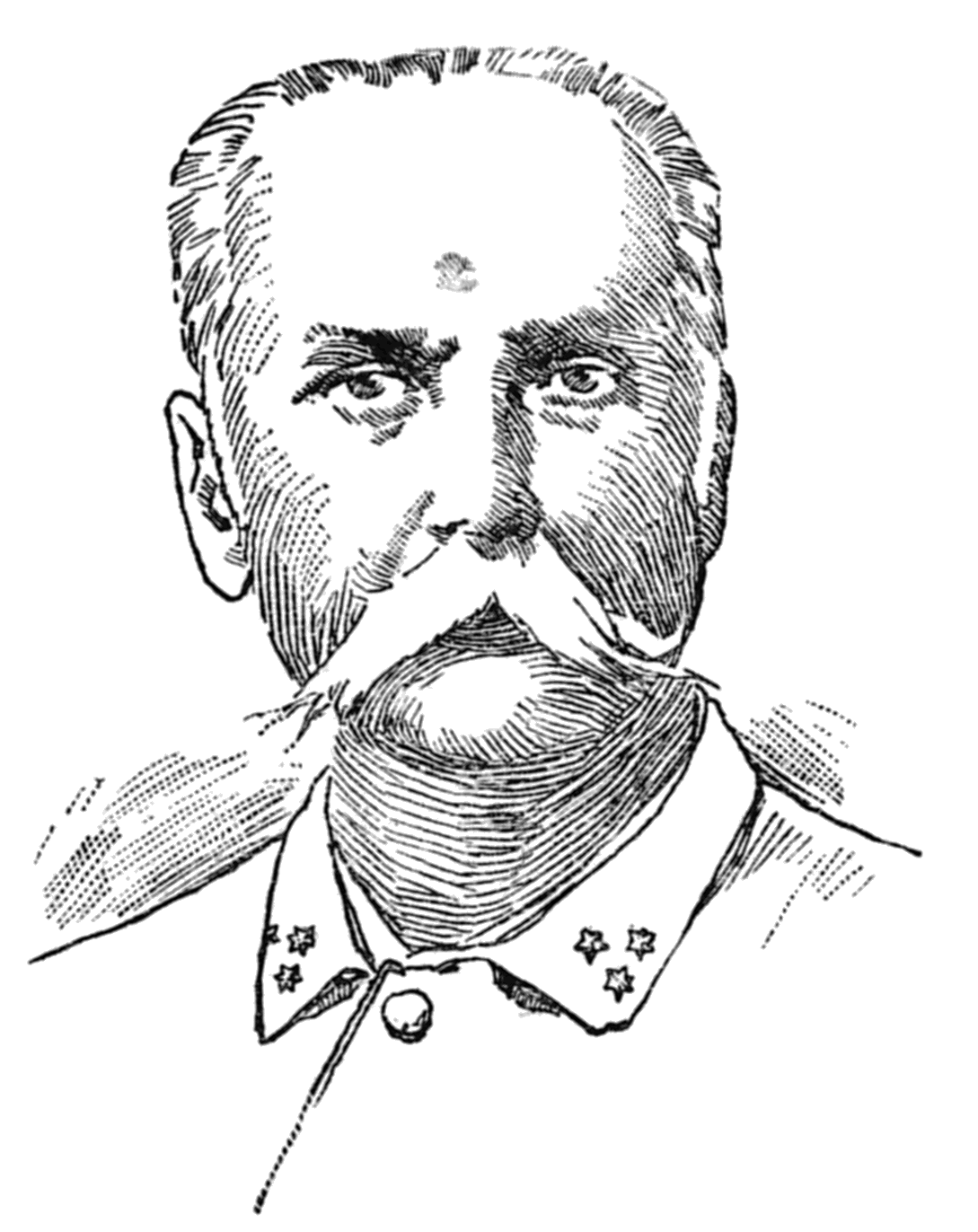
Portait de Calixto García.

Il fut appelé par Tomás Estrada Palma pour être le délégué de l'Ejército Libertador lors des discussions entre le Gouvernement de la république de Cuba en armes et le gouvernement américain. Durant un banquet donné en son honneur à New York, le 11 décembre 1898, il fut victime d'une crise d'apoplexie foudroyante. Son corps fut remis aux autorités cubaines, mais du fait du froid intense qui régnait alors, il fut enterré hâtivement lors du lever du jour suivant, ce qui alimenta les soupçons, jamais confirmés, d'un empoisonnement.
Avec sa mort, disparaissait le dernier des généraux politiciens de l'indépendance cubaine. Après celles de Martí (19 mai 1895) et de Maceo (7 décembre 1896), il ne restait plus à Cuba de ces éminentes personnes qui à la fois avaient su conduire la lutte pour l'indépendance, tout en percevant avec clairvoyance la dimension impérialiste qu'étaient en train de prendre les États-Unis.

## Postérité
- Calixto García a inspiré le réalisateur américain George Marshall, qui réalisé en 1936 le film Message à Garcia.
- Il donne également son nom au stade de l'équipe de baseball des Sabuesos de Holguín, le Calixto García Íñiguez Stadium.
- Calixto García, une municipalité de la province de Holguín, porte son nom.